# Philippe-Claude de Montboissier-Beaufort-Canillac
Pour les autres membres de la famille, voir Famille de Montboissier.
Philippe-Claude, comte de Montboissier-Beaufort-Canillac (21 décembre 1712, Paris - 21 mars 1797, Londres) est un général et homme politique français.

## Biographie
Fils du marquis Philippe-Claude de Montboissier de Beaufort (en) et de Marie-Anne-Geneviève de Maillé, il embrasse la carrière des armes, devient lieutenant général des armées du roi, commandant en chef en Auvergne et chevalier des ordres du roi. 
Député de son ordre à l'Assemblée des notables en 1788, il en est le président comme doyen d'âge ; il est ensuite élu, le 27 mars 1789, député de la noblesse aux États généraux par la sénéchaussée de Clermont-Ferrand. Il devient président de la Chambre de la noblesse aux États généraux le 6 mai 1789.
Hostile aux réformes, il proteste contre le vote par tête.
Il donne sa démission avant la fin de la session, émigre, et reçut, à l'Armée des princes, le recommandement honoraire des mousquetaires du roi. Son grand âge l'empêcha de prendre part aux opérations actives ; il se retira à Londres, à l'époque du licenciement, et y mourut peu de temps après.

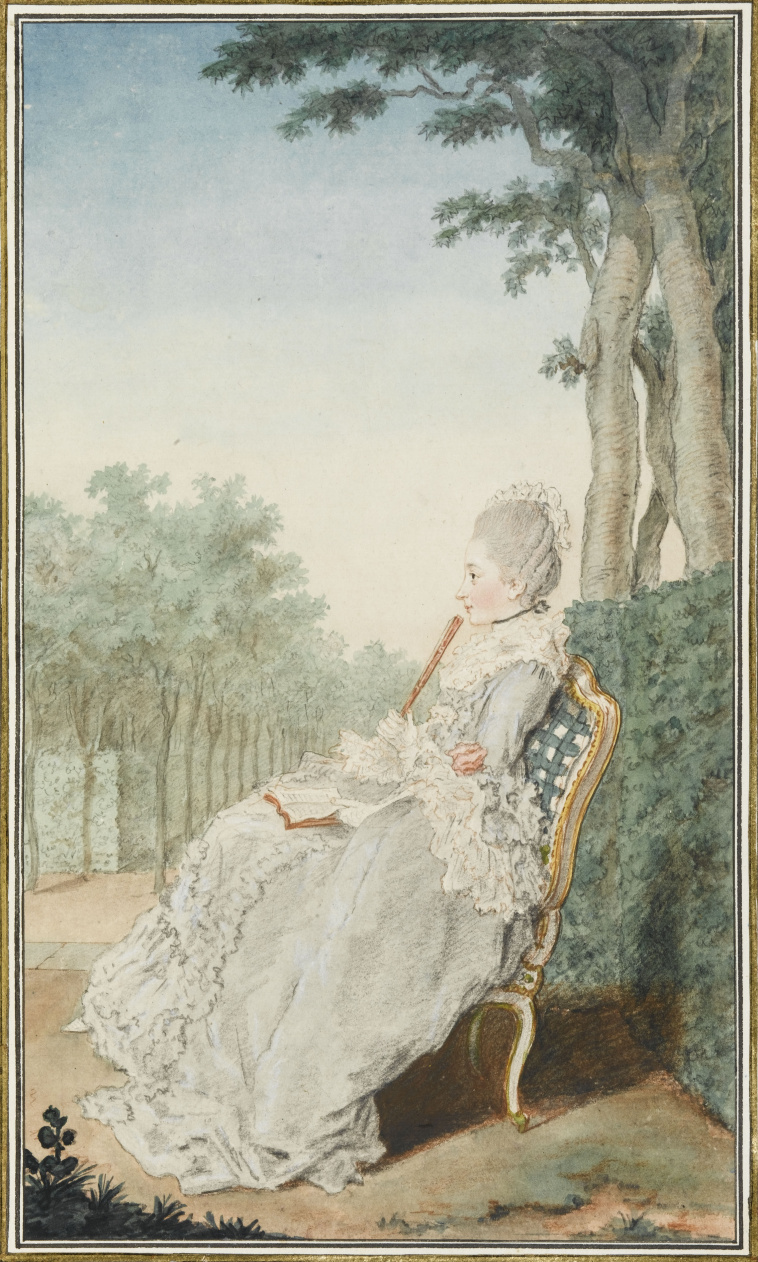
La comtesse de Montboissier.

Marié à Louise-Elisabeth de Colins de Mortagne, puis à Françoise-Camille de Rochechouart, il est le beau-père de Charles-Philibert-Marie-Gaston de Lévis-Mirepoix.

## Sources
- « Philippe-Claude de Montboissier-Beaufort-Canillac », dans Adolphe Robert et Gaston Cougny, Dictionnaire des parlementaires français, Edgar Bourloton, 1889-1891 [détail de l’édition]